# Leavenworthia uniflora
Leavenworthia uniflora är en korsblommig växtart som först beskrevs av André Michaux, och fick sitt nu gällande namn av Nathaniel Lord Britton. Leavenworthia uniflora ingår i släktet Leavenworthia och familjen korsblommiga växter. Inga underarter finns listade i Catalogue of Life.